# Kirstin Fussan-Freese
Kirstin Fussan-Freese (* 28. März 1962 in Berlin) ist eine deutsche Politikerin der SPD.

## Leben und Beruf
Nach ihrem Abitur, das sie 1980 ablegte, studierte Fussan an der Universität Rostock. Von 1984 bis 1990 war sie Diplom-Lehrerin für Russisch und Geschichte.
Seit 2015 wohnt sie in Hohen Neuendorf. Sie ist verheiratet und Mutter eines Sohnes.

## Politik
Fussan trat 1989 in die SPD ein. Von 2000 bis 2008 hatte sie den Vorsitz der Arbeitsgemeinschaft Lesben und Schwule in der Berliner SPD inne. Seit 2012 war sie Landesgeschäftsführerin der SPD Berlin. Im November 2023 wurde sie zur stellvertretenden Vorsitzenden der SPD Frauen im Kreis Oberhavel gewählt.
1990 wurde sie zur Bezirksstadträtin für Jugend, Familie und Sport im Bezirk Pankow berufen, dieses Amt hatte sie bis 1995 inne. Sie beteiligte sich am Aufbau des dortigen Jugendamtes.
Bei der Wahl 1995 wurde sie über die Bezirksliste Pankow ins Abgeordnetenhaus gewählt. Dort war sie stellvertretende Fraktionsvorsitzende und jugendpolitische Sprecherin der SPD-Fraktion. Zur Wahl 1999 bewarb sie sich erfolglos um den zweiten Platz der Bezirksliste Pankow. Letztlich kandidierte sie auf Listenplatz 4, welcher nicht für den Wiedereinzug ausreichte.

## Verwaltung
Seit 2001 war sie in der Senatsverwaltung für Jugend tätig, zunächst als Referentin für Jugend, Familie und Parlamentsangelegenheiten. Von 2011 an leitete sie dort die Kita- und Einrichtungsaufsicht, 2015 übernahm sie die Leitung der Abteilung Jugend und Familie.
Seit dem 2. Mai 2019 leitet sie den Fachbereich Jugend beim Landkreis Oberhavel.

## Ehrenämter
Von 1997 bis 2012 war sie Präsidentin des Behinderten-Sportverbandes Berlin, 23 Jahre lang gehörte sie dem Vorstand des Berliner Vereins für Straßensozialarbeit Gangway e.V. an. Daneben war sie ehrenamtliche Familienbegleiterin im Kinderhospiz der Björn Schulz Stiftung.